# Sphaerostephanos foliolosus
Sphaerostephanos foliolosus är en kärrbräkenväxtart som beskrevs av Holtt. Sphaerostephanos foliolosus ingår i släktet Sphaerostephanos och familjen Thelypteridaceae. Utöver nominatformen finns också underarten S. f. minor.